# بيا راي شودري
بيا راي شودري (بالإنجليزية: Peeya Rai Choudhary)‏ هي ممثلة هندية. كانت متزوجة ب(شايان مونشي) في عام 2006، ولكنها انفصلت عنه في عام 2010.
وقد شاركت في عدة أعمال أبرزها فيلم فازتو شاسترا الذي صدر عام 2004، ولعب فيه دور البطولة إلى جانب سوشميتا سين.

## وصلات خارجية
- بيا راي شودري على موقع IMDb (الإنجليزية)
- بيا راي شودري على موقع ألو سيني (الفرنسية)
- بيا راي شودري على موقع قاعدة بيانات الفيلم (الإنجليزية)
- بيا راي شودري على موقع كينوبويسك (الروسية)